# Grigor Natjovitj

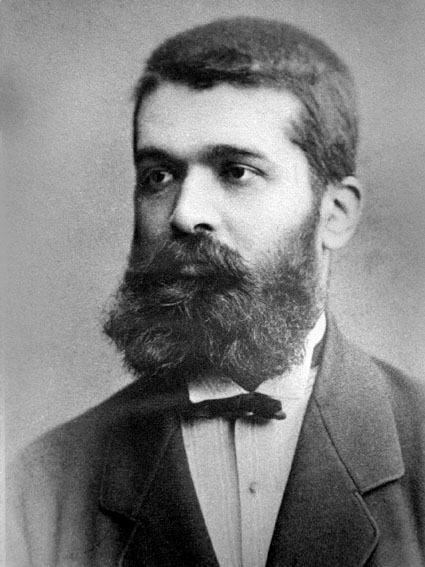
Grigor Natjovitj

Grigor Dimitrov Natjovitj (Григор Димитров Начович), född 3 februari 1840 i Svisjtov, död 4 januari 1920 i Sofia, var en bulgarisk politiker. 

## Biografi
Natjovitj fick sin utbildning i Konstantinopel och Paris, måste 1867 lämna Bulgarien på grund av sitt deltagande i strävandena för landets befrielse och slog sig ned som köpman i Wien. Efter Bulgariens frigörelse återvände han och blev tillsammans med Ivan Gesjov redaktör för tidskriften "Maritza". Han intog en framskjuten plats i notabelförsamlingen 1879 och blev, konservativ monarkist som han var, en av furst Alexanders närmaste rådgivare under dennes första regeringstid, ingick som finansminister i hans första kabinett och kvarstod som sådan till april 1880. 
Efter furst Alexanders statskupp blev Natjovitj i januari 1882 inrikesminister och intog i de ryska generalerna Leonid Sobolevs och Aleksandr Kaulbars regering platsen som finansminister under tiden  juli 1882 till mars 1883; i koalitionsministären efter deras nederlag var han ännu en gång finansminister september 1883 till januari 1884. Under den orosfyllda regentskapstiden efter furst Alexanders avgång 1886–87 skötte han med stor skicklighet utrikesministerportföljen, blev sedermera därjämte finansminister och kvarstod i sistnämnda egenskap i Stefan Stambolovs ministär efter furst Ferdinands ankomst i augusti 1887. 
En växande spänning rådde emellertid mellan Natjovitj och Stambolov, och han avgick i december 1888, varpå han för någon tid blev diplomatisk agent i Wien. Som en av ledarna för oppositionen mot Stambolov blev han efter dennes störtande 1894 utrikes- och kultusminister och intog denna ställning till 1896; januari 1899 till september. År 1900 var han handelsminister. Under det kritiska året 1903 blev han diplomatisk agent i Turkiet, till vilket land han ständigt sökte bibehålla ett gott förhållande; han kvarstod som sådan till 1906.